# Urticina coccinea
Urticina coccinea is een zeeanemonensoort uit de familie Actiniidae. De anemoon komt uit het geslacht Urticina. Urticina coccinea werd in 1866 voor het eerst wetenschappelijk beschreven door Verrill. 